# 上田兵吉
上田 兵吉（うえだ へいきち、1869年3月22日（明治2年2月10日） - 1931年（昭和6年）9月6日）は、明治から昭和初期の日本陸軍軍人、政治家、華族。旧姓は杉崎。
歩兵第24旅団長、第17師団参謀長を歴任し、最終階級は陸軍少将従三位勲二等功四級男爵。義父は朝鮮駐剳軍司令官・台湾守備軍司令官を務めた上田有沢陸軍大将。

## 経歴
名東郡加茂村で、杉崎組蔵の三男として生まれる。徳島中学校を卒業し、陸軍幼年学校を経て、1891年（明治24年）7月20日に第2期士官候補生として陸軍士官学校を卒業し、1892年（明治25年）3月21日、歩兵少尉に任官される。同期には菅野尚一大将・森岡守成大将・鈴木孝雄大将らがいる。1895年、上田有澤大将の養子となった。
中尉・大尉と進み1902年（明治35年）11月に陸軍大学校（16期）を卒業する。階級は中佐となり、1908年（明治41年）6月15日、侍従武官に任命され、1912年（明治45年）3月11日、陸軍大佐に進む。1912年（大正元年）11月27日に歩兵第44連隊長を補され、1914年（大正3年）8月10日、本郷房太郎師団長のもと第17師団参謀長に就任する。1915年（大正4年）から師団は満州に派遣された。
1917年（大正6年）8月6日、陸軍少将に任官され、歩兵第24旅団長に就任する。1919年（大正8年）7月25日、待命となり、同年11月1日、予備役編入。義父有沢薨去に伴い、1922年（大正11年）1月20日に男爵を襲爵した。
1925年（大正14年）4月8日、補欠選挙で貴族院男爵議員に選出され、公正会に所属し死去するまで在任した。妻は三浦梧楼の娘。

## 栄典
位階
- 1892年（明治25年）7月6日 - 正八位[6]
- 1913年（大正2年）5月20日 - 正五位[7]
- 1918年（大正7年）6月10日 - 従四位[8]

勲章等
- 1920年（大正9年）11月1日 - 大正三年乃至九年戦役従軍記章[9]